# Conza della Campania
Conza della Campania est une commune italienne de la province d'Avellino dans la région Campanie en Italie.
C'est dans la forteresse de la ville qu'en 555 capitulent les dernières troupes gothiques, après la mort de Totila.

## Géographie
- Lac de Conza
- Oasis du lac de Conza

## Histoire

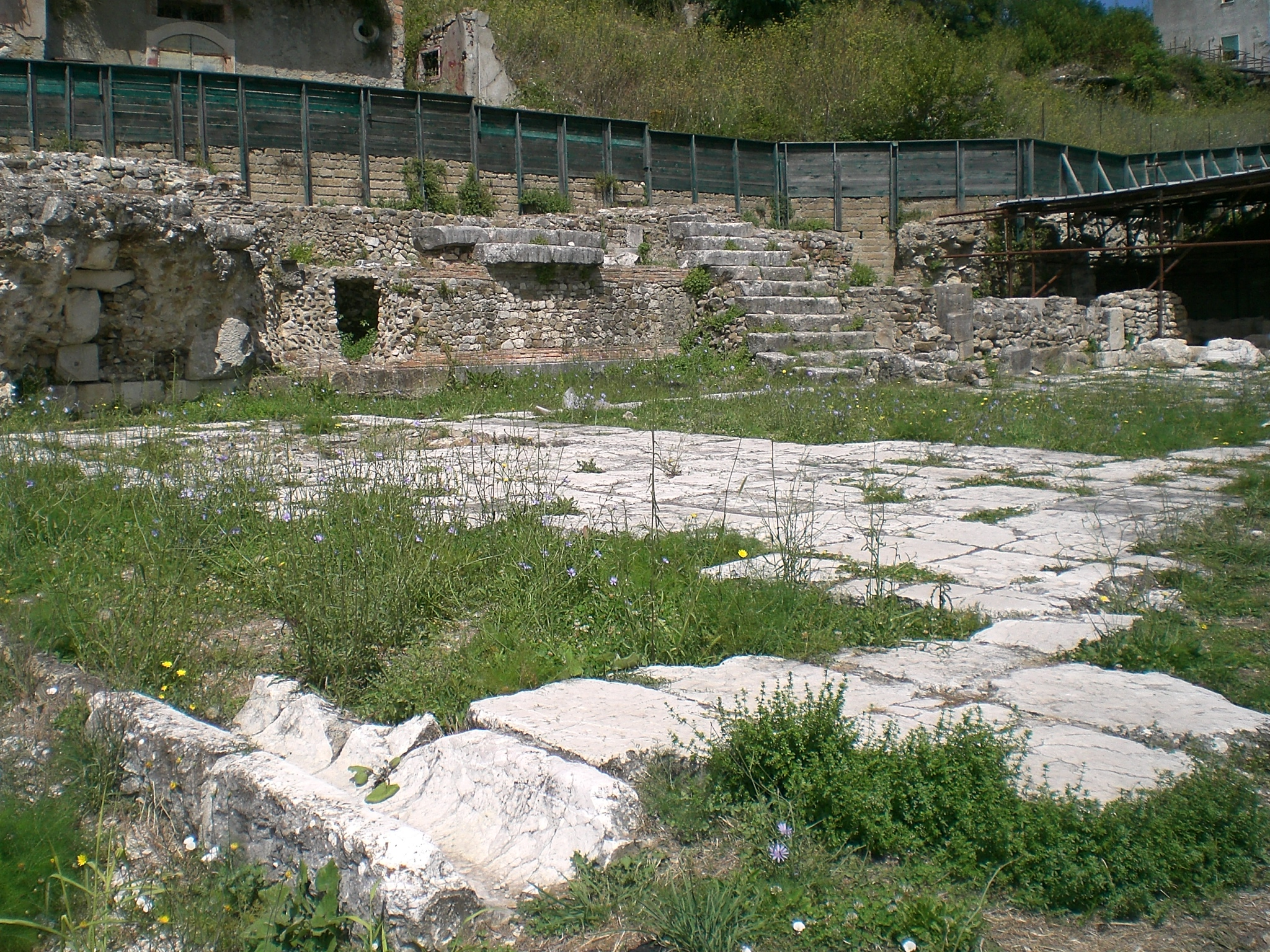
Site archéologique de Compsa

Le territoire était habité par des populations appartenant à la culture dite Oliveto-Cairano. Centre influent hirpinien du nom de Compsa, puis romain et lombard, d'abord évêché puis siège archiépiscopal, en raison de fréquents tremblements de terre, il perdit au fil du temps son importance au profit de Sant'Angelo dei Lombardi et Teora.
De 1811 à 1860, elle faisait partie du district de Teora, appartenant au district de Sant'Angelo de' Lombardi du royaume des Deux-Siciles.
De 1860 à 1927, sous le royaume de l'Italie, elle faisait partie de la commune de Teora, appartenant à la commune de Sant'Angelo de' Lombardi.

## Administration
| Période                                  | Période | Identité | Étiquette | Qualité |
| ---------------------------------------- | ------- | -------- | --------- | ------- |
|                                          |         |          |           |         |
| Les données manquantes sont à compléter. |         |          |           |         |

### Communes limitrophes
Andretta, Cairano, Caposele, Castelnuovo di Conza, Morra De Sanctis, Pescopagano, Sant'Andrea di Conza, Teora